# Jupiaba kurua
Jupiaba kurua är en fiskart som beskrevs av Birindelli, Zanata, Sousa och Netto-ferreira 2009. Jupiaba kurua ingår i släktet Jupiaba och familjen Characidae. Inga underarter finns listade i Catalogue of Life.